# François Barrême

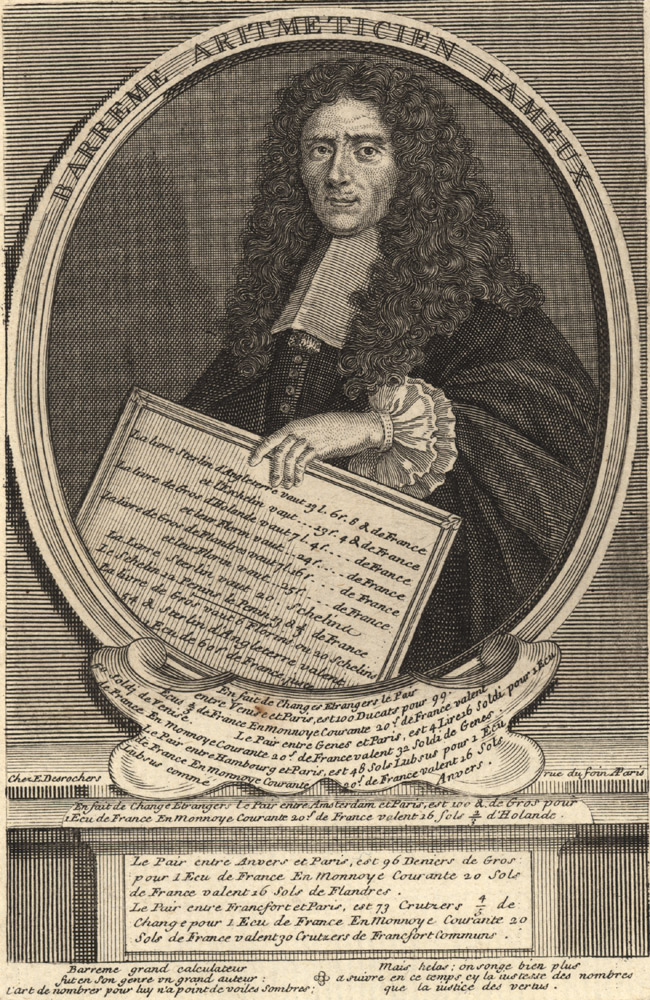
François Barrême

François-Bertrand Barrême (n. 7 iulie 1638 la Tarascon - d. 1703 la Paris) a fost un matematician francez, considerat creatorul contabilității.
De la numele său provine termenul barem.

## Scrieri
- Le Cahier curieux de Barrème arithméticien
- Les Comptes faits, ou Le Tarif général de toutes les monnoyes (1669)
- Le Livre nécessaire pour les comptables, avocats, notaires, procureurs, négociants, et généralement à toute sorte de conditions (1671)
- La Géométrie servant à l'arpentage, ouvrage si facile et si commode que par la seule addition on peut mesurer toute sorte de terres, bois et bâtimens (1673)
- Le Grand Banquier, ou le Livre des monnoyes étrangères réduites en monnoyes de France (1696)
- Le Livre facile pour apprendre l'arithmétique de soy-même & sans maître (Cartea ușoară pentru a învăța singur matematica, 1698).